# Chusaris dinawa
Chusaris dinawa là một loài bướm đêm trong họ Noctuidae.